# Oxytropis birirensis
Oxytropis birirensis är en ärtväxtart som beskrevs av Syed Irtifaq Ali. Oxytropis birirensis ingår i släktet klovedlar, och familjen ärtväxter. Inga underarter finns listade i Catalogue of Life.